# The Japanese and Europe
The Japanese and Europe: Economic and Cultural Encounters est un livre de Marie Conte-Helm, écrit en 1996 et publié par Athlone. Le livre traite des investissements et de l'immigration des Japonais en Europe, qui commencent dans les années 1980. Conte-Helm était lectrice d'études japonaises à l'université de Northumbria. Le livre est destiné à un public japonais et occidental.
Les deux premiers chapitres traitent de l'histoire de la rencontre entre l'Europe et le Japon. Le premier chapitre relate l'histoire globale, qui commence dans les années 1540, lorsque les Portugais rencontrent les Japonais. Le second chapitre traite des relations entre le Japon et la Communauté économique européenne. Les deux chapitres suivants concernent les communautés d'expatriés japonais qui se sont formées en Europe. Il existe des sections par pays, chacune des sections traitant des Japonais en Belgique, en France, en Allemagne, aux Pays-Bas, en Espagne et au Royaume-Uni. Le dernier chapitre, intitulé Japanization of Europe: Raw Fish, Wrestling, and 'Just-in-Time', examine l'influence des expatriés sur la société européenne. Mairi MacLean, du Royal Holloway, écrit que le livre inclut « quelque chose d'un « guide de survie » » pour les Japonais, décrivant les installations en Europe permettant d'approvisionner[style à revoir] les Japonais.
Plusieurs employés japonais en Europe ont donné des interviews qui ont été utilisées pour l'écriture du livre. Il comprend 28 pages de photographies et d'illustrations, incluant des publicités, des graphiques, des cartes et des articles de journaux. Ian Nish, qui a écrit une critique du livre pour Asian Affairs (en), a déclaré qu'elles étaient « bien choisies ».

## Réception
Nish a déclaré que le livre était un « plaisir à lire ».
Raymond Lamont-Brown, qui a écrit une critique de livre pour The Contemporary Review, dit que « dans l'ensemble, le livre donne une bonne base sur la façon dont les ajustements des perspectives européennes sur le Japon ont été et continuent d'être faits. »
Sir Hugh Cortazzi (en), ancien ambassadeur du Royaume-Uni au Japon, a écrit dans sa critique du livre qu'il « est bien documenté, abondamment illustré et avec plein d'informations intéressantes. »
MacLean a écrit que le livre a trop mis l'accent sur les illustrations.